# Julian Dennison
Julian Dennison, född 16 oktober 2002 i Wellington, är en nyzeeländsk skådespelare.
Dennison har bland annat medverkat i filmerna Deadpool 2 från 2018, Godzilla vs Kong från 2021 samt The Christmas Chronicles 2 från 2020.

## Filmografi (i urval)
- 2018: Deadpool 2
- 2020: The Christmas Chronicles 2
- 2021: Godzilla vs Kong